# Dyoplosaurus acutosquameus
Dyoplosaurus (il cui nome significa "lucertola doppiamente corazzata") è un genere estinto di dinosauro ankylosauride vissuto nel Cretaceo superiore, circa 76,5 milioni di anni fa (Campaniano), in quella che oggi è la Formazione Dinosaur Park, in Alberta, Canada. Il genere contiene una singola specie, ossia D. acutosquameus.

## Descrizione

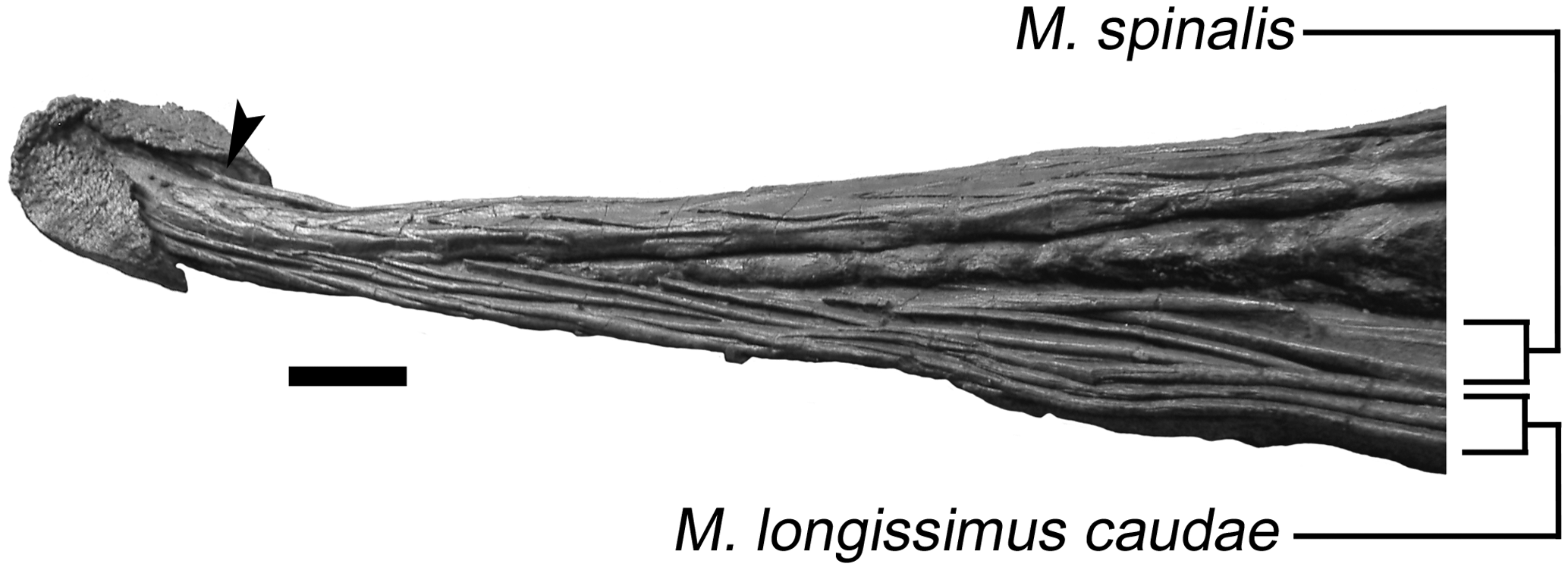
Coda dell'olotipo di D. acutosquameus

L'esemplare tipo di Dyoplosaurus era lungo circa 7 metri (23 piedi) e largo circa 1,7 metri (7,8 piedi), con un cranio di 35 centimetri (14 pollici) di diametro. Come la maggior parte degli altri ankylosauridi, il Dyoplosaurus era quadrupede, terrestre ed erbivoro, con un corpo corazzato e una mazza caudale all'estremità della coda. La mazza era composta da diverse placche fuse insieme. La mazza della coda del Dyoplosaurus è relativamente piccola e stretta, se confrontata a quella di altri ankylosauridi.
Questo dinosauro possedeva un corpo rivestito di una pesante corazza ossea, costituita da numerosi osteodermi organizzati in file. Sul dorso erano presenti veri e propri spuntoni ossei, mentre la coda era dotata di una struttura a forma di mazza, formata da ossa fuse. La metà posteriore della coda era irrigidita da tendini ossificati e da vertebre che si incastravano fra loro, a formare una struttura di notevole potenza. Il cranio, anch'esso corazzato, era dotato di quattro proiezioni ossee a forma di corna.

## Classificazione

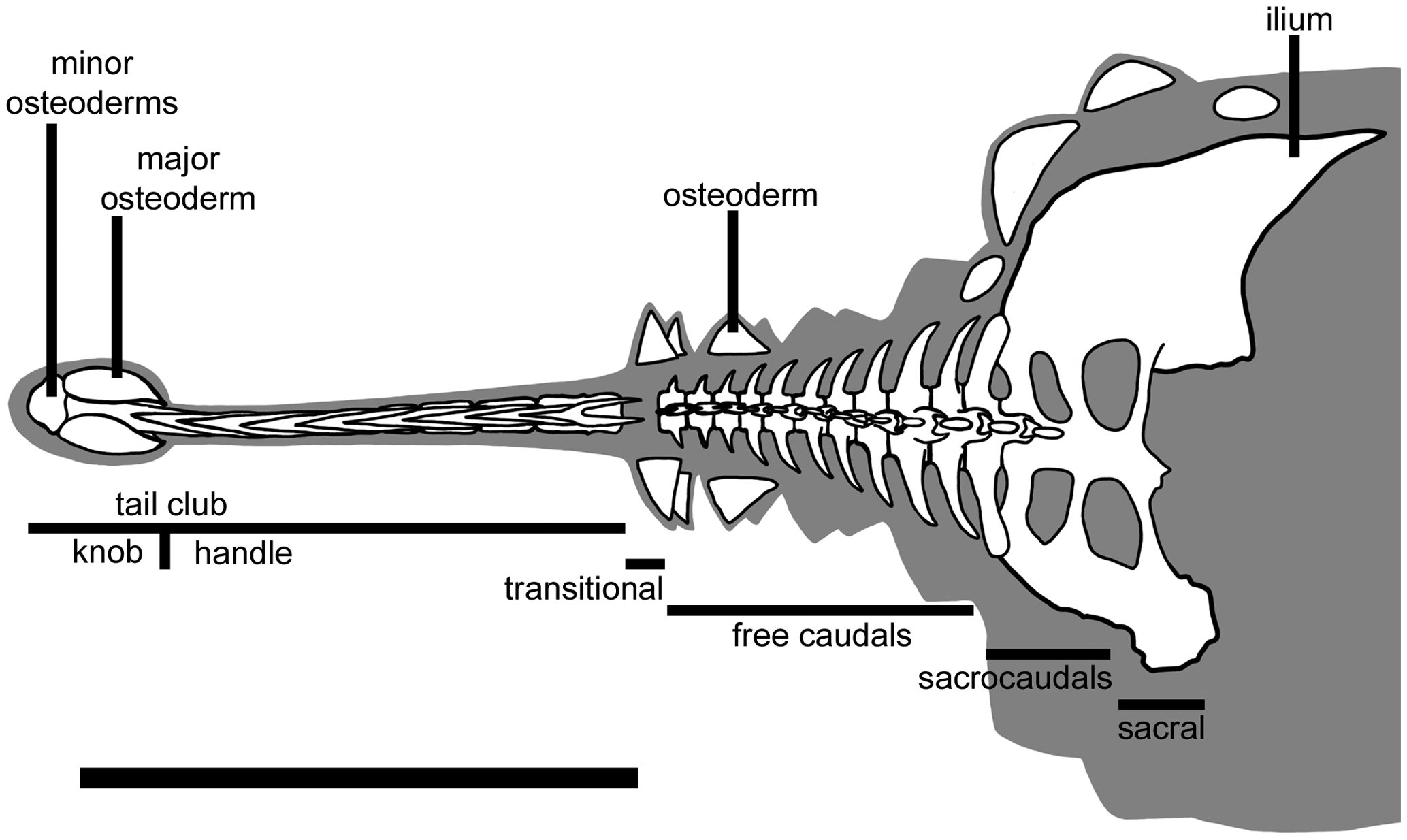
Ricostruzione della coda e del bacino di D. acutosquameus

Nel 1971 Walter Coombs propose che il Dyoplosaurus potesse essere un sinonimo junior di Euoplocephalus. I due erano generalmente considerati la stessa specie quindi, ex-esemplari di Dyoplosaurus vennero identificati come Euoplocephalus tutus. Tuttavia, una ridescrizione del genere pubblicata nel 2009 sul Journal of Vertebrate Paleontology sostenne che il genere fosse un taxon valido, suggerendo che la sinonimia proposta era dovuta alla natura frammentaria dell'olotipo e di altri esemplari di E. tutus. L'analisi cladistica eseguita da Thompson et al. (2011), ha confermato questa separazione.
Il seguente cladogramma si basa su un'analisi filogenetica degli Ankylosaurinae condotta da Arbor e Currie (2015):
|  | Saichania                                              |
|  |                                                        |
|  | \| \| Tarchia \| \| \| \| \| \| Zaraapelta \| \| \| \| |
|  |                                                        |
|  | Tarchia                                                |
|  |                                                        |
|  | Zaraapelta                                             |
|  |                                                        |

|  | Tarchia    |
|  |            |
|  | Zaraapelta |
|  |            |

|  | Talarurus         |
|  |                   |
|  | Nodocephalosaurus |
|  |                   |

|  | Ankylosaurus   |
|  |                |
|  | Anodontosaurus |
|  |                |

|  | Scolosaurus |
|  |             |
|  | Ziapelta    |
|  |             |

|  | Ankylosaurus   |
|  |                |
|  | Anodontosaurus |
|  |                |

|  | Scolosaurus |
|  |             |
|  | Ziapelta    |
|  |             |

|  | Talarurus         |
|  |                   |
|  | Nodocephalosaurus |
|  |                   |

|  | Ankylosaurus   |
|  |                |
|  | Anodontosaurus |
|  |                |

|  | Scolosaurus |
|  |             |
|  | Ziapelta    |
|  |             |

|  | Ankylosaurus   |
|  |                |
|  | Anodontosaurus |
|  |                |

|  | Scolosaurus |
|  |             |
|  | Ziapelta    |
|  |             |

|  | Talarurus         |
|  |                   |
|  | Nodocephalosaurus |
|  |                   |

|  | Ankylosaurus   |
|  |                |
|  | Anodontosaurus |
|  |                |

|  | Scolosaurus |
|  |             |
|  | Ziapelta    |
|  |             |

|  | Ankylosaurus   |
|  |                |
|  | Anodontosaurus |
|  |                |

|  | Scolosaurus |
|  |             |
|  | Ziapelta    |
|  |             |

|  | Talarurus         |
|  |                   |
|  | Nodocephalosaurus |
|  |                   |

|  | Ankylosaurus   |
|  |                |
|  | Anodontosaurus |
|  |                |

|  | Scolosaurus |
|  |             |
|  | Ziapelta    |
|  |             |

|  | Ankylosaurus   |
|  |                |
|  | Anodontosaurus |
|  |                |

|  | Scolosaurus |
|  |             |
|  | Ziapelta    |
|  |             |

|  | Saichania                                              |
|  |                                                        |
|  | \| \| Tarchia \| \| \| \| \| \| Zaraapelta \| \| \| \| |
|  |                                                        |
|  | Tarchia                                                |
|  |                                                        |
|  | Zaraapelta                                             |
|  |                                                        |

|  | Tarchia    |
|  |            |
|  | Zaraapelta |
|  |            |

|  | Talarurus         |
|  |                   |
|  | Nodocephalosaurus |
|  |                   |

|  | Ankylosaurus   |
|  |                |
|  | Anodontosaurus |
|  |                |

|  | Scolosaurus |
|  |             |
|  | Ziapelta    |
|  |             |

|  | Ankylosaurus   |
|  |                |
|  | Anodontosaurus |
|  |                |

|  | Scolosaurus |
|  |             |
|  | Ziapelta    |
|  |             |

|  | Talarurus         |
|  |                   |
|  | Nodocephalosaurus |
|  |                   |

|  | Ankylosaurus   |
|  |                |
|  | Anodontosaurus |
|  |                |

|  | Scolosaurus |
|  |             |
|  | Ziapelta    |
|  |             |

|  | Ankylosaurus   |
|  |                |
|  | Anodontosaurus |
|  |                |

|  | Scolosaurus |
|  |             |
|  | Ziapelta    |
|  |             |

|  | Talarurus         |
|  |                   |
|  | Nodocephalosaurus |
|  |                   |

|  | Ankylosaurus   |
|  |                |
|  | Anodontosaurus |
|  |                |

|  | Scolosaurus |
|  |             |
|  | Ziapelta    |
|  |             |

|  | Ankylosaurus   |
|  |                |
|  | Anodontosaurus |
|  |                |

|  | Scolosaurus |
|  |             |
|  | Ziapelta    |
|  |             |

|  | Talarurus         |
|  |                   |
|  | Nodocephalosaurus |
|  |                   |

|  | Ankylosaurus   |
|  |                |
|  | Anodontosaurus |
|  |                |

|  | Scolosaurus |
|  |             |
|  | Ziapelta    |
|  |             |

|  | Ankylosaurus   |
|  |                |
|  | Anodontosaurus |
|  |                |

|  | Scolosaurus |
|  |             |
|  | Ziapelta    |
|  |             |

|  | Saichania                                              |
|  |                                                        |
|  | \| \| Tarchia \| \| \| \| \| \| Zaraapelta \| \| \| \| |
|  |                                                        |
|  | Tarchia                                                |
|  |                                                        |
|  | Zaraapelta                                             |
|  |                                                        |

|  | Tarchia    |
|  |            |
|  | Zaraapelta |
|  |            |

|  | Talarurus         |
|  |                   |
|  | Nodocephalosaurus |
|  |                   |

|  | Ankylosaurus   |
|  |                |
|  | Anodontosaurus |
|  |                |

|  | Scolosaurus |
|  |             |
|  | Ziapelta    |
|  |             |

|  | Ankylosaurus   |
|  |                |
|  | Anodontosaurus |
|  |                |

|  | Scolosaurus |
|  |             |
|  | Ziapelta    |
|  |             |

|  | Talarurus         |
|  |                   |
|  | Nodocephalosaurus |
|  |                   |

|  | Ankylosaurus   |
|  |                |
|  | Anodontosaurus |
|  |                |

|  | Scolosaurus |
|  |             |
|  | Ziapelta    |
|  |             |

|  | Ankylosaurus   |
|  |                |
|  | Anodontosaurus |
|  |                |

|  | Scolosaurus |
|  |             |
|  | Ziapelta    |
|  |             |

|  | Talarurus         |
|  |                   |
|  | Nodocephalosaurus |
|  |                   |

|  | Ankylosaurus   |
|  |                |
|  | Anodontosaurus |
|  |                |

|  | Scolosaurus |
|  |             |
|  | Ziapelta    |
|  |             |

|  | Ankylosaurus   |
|  |                |
|  | Anodontosaurus |
|  |                |

|  | Scolosaurus |
|  |             |
|  | Ziapelta    |
|  |             |

|  | Talarurus         |
|  |                   |
|  | Nodocephalosaurus |
|  |                   |

|  | Ankylosaurus   |
|  |                |
|  | Anodontosaurus |
|  |                |

|  | Scolosaurus |
|  |             |
|  | Ziapelta    |
|  |             |

|  | Ankylosaurus   |
|  |                |
|  | Anodontosaurus |
|  |                |

|  | Scolosaurus |
|  |             |
|  | Ziapelta    |
|  |             |

|  | Saichania                                              |
|  |                                                        |
|  | \| \| Tarchia \| \| \| \| \| \| Zaraapelta \| \| \| \| |
|  |                                                        |
|  | Tarchia                                                |
|  |                                                        |
|  | Zaraapelta                                             |
|  |                                                        |

|  | Tarchia    |
|  |            |
|  | Zaraapelta |
|  |            |

|  | Talarurus         |
|  |                   |
|  | Nodocephalosaurus |
|  |                   |

|  | Ankylosaurus   |
|  |                |
|  | Anodontosaurus |
|  |                |

|  | Scolosaurus |
|  |             |
|  | Ziapelta    |
|  |             |

|  | Ankylosaurus   |
|  |                |
|  | Anodontosaurus |
|  |                |

|  | Scolosaurus |
|  |             |
|  | Ziapelta    |
|  |             |

|  | Talarurus         |
|  |                   |
|  | Nodocephalosaurus |
|  |                   |

|  | Ankylosaurus   |
|  |                |
|  | Anodontosaurus |
|  |                |

|  | Scolosaurus |
|  |             |
|  | Ziapelta    |
|  |             |

|  | Ankylosaurus   |
|  |                |
|  | Anodontosaurus |
|  |                |

|  | Scolosaurus |
|  |             |
|  | Ziapelta    |
|  |             |

|  | Talarurus         |
|  |                   |
|  | Nodocephalosaurus |
|  |                   |

|  | Ankylosaurus   |
|  |                |
|  | Anodontosaurus |
|  |                |

|  | Scolosaurus |
|  |             |
|  | Ziapelta    |
|  |             |

|  | Ankylosaurus   |
|  |                |
|  | Anodontosaurus |
|  |                |

|  | Scolosaurus |
|  |             |
|  | Ziapelta    |
|  |             |

|  | Talarurus         |
|  |                   |
|  | Nodocephalosaurus |
|  |                   |

|  | Ankylosaurus   |
|  |                |
|  | Anodontosaurus |
|  |                |

|  | Scolosaurus |
|  |             |
|  | Ziapelta    |
|  |             |

|  | Ankylosaurus   |
|  |                |
|  | Anodontosaurus |
|  |                |

|  | Scolosaurus |
|  |             |
|  | Ziapelta    |
|  |             |

|  | Saichania                                              |
|  |                                                        |
|  | \| \| Tarchia \| \| \| \| \| \| Zaraapelta \| \| \| \| |
|  |                                                        |
|  | Tarchia                                                |
|  |                                                        |
|  | Zaraapelta                                             |
|  |                                                        |

|  | Tarchia    |
|  |            |
|  | Zaraapelta |
|  |            |

|  | Talarurus         |
|  |                   |
|  | Nodocephalosaurus |
|  |                   |

|  | Ankylosaurus   |
|  |                |
|  | Anodontosaurus |
|  |                |

|  | Scolosaurus |
|  |             |
|  | Ziapelta    |
|  |             |

|  | Ankylosaurus   |
|  |                |
|  | Anodontosaurus |
|  |                |

|  | Scolosaurus |
|  |             |
|  | Ziapelta    |
|  |             |

|  | Talarurus         |
|  |                   |
|  | Nodocephalosaurus |
|  |                   |

|  | Ankylosaurus   |
|  |                |
|  | Anodontosaurus |
|  |                |

|  | Scolosaurus |
|  |             |
|  | Ziapelta    |
|  |             |

|  | Ankylosaurus   |
|  |                |
|  | Anodontosaurus |
|  |                |

|  | Scolosaurus |
|  |             |
|  | Ziapelta    |
|  |             |

|  | Talarurus         |
|  |                   |
|  | Nodocephalosaurus |
|  |                   |

|  | Ankylosaurus   |
|  |                |
|  | Anodontosaurus |
|  |                |

|  | Scolosaurus |
|  |             |
|  | Ziapelta    |
|  |             |

|  | Ankylosaurus   |
|  |                |
|  | Anodontosaurus |
|  |                |

|  | Scolosaurus |
|  |             |
|  | Ziapelta    |
|  |             |

|  | Talarurus         |
|  |                   |
|  | Nodocephalosaurus |
|  |                   |

|  | Ankylosaurus   |
|  |                |
|  | Anodontosaurus |
|  |                |

|  | Scolosaurus |
|  |             |
|  | Ziapelta    |
|  |             |

|  | Ankylosaurus   |
|  |                |
|  | Anodontosaurus |
|  |                |

|  | Scolosaurus |
|  |             |
|  | Ziapelta    |
|  |             |

|  | Saichania                                              |
|  |                                                        |
|  | \| \| Tarchia \| \| \| \| \| \| Zaraapelta \| \| \| \| |
|  |                                                        |
|  | Tarchia                                                |
|  |                                                        |
|  | Zaraapelta                                             |
|  |                                                        |

|  | Tarchia    |
|  |            |
|  | Zaraapelta |
|  |            |

|  | Talarurus         |
|  |                   |
|  | Nodocephalosaurus |
|  |                   |

|  | Ankylosaurus   |
|  |                |
|  | Anodontosaurus |
|  |                |

|  | Scolosaurus |
|  |             |
|  | Ziapelta    |
|  |             |

|  | Ankylosaurus   |
|  |                |
|  | Anodontosaurus |
|  |                |

|  | Scolosaurus |
|  |             |
|  | Ziapelta    |
|  |             |

|  | Talarurus         |
|  |                   |
|  | Nodocephalosaurus |
|  |                   |

|  | Ankylosaurus   |
|  |                |
|  | Anodontosaurus |
|  |                |

|  | Scolosaurus |
|  |             |
|  | Ziapelta    |
|  |             |

|  | Ankylosaurus   |
|  |                |
|  | Anodontosaurus |
|  |                |

|  | Scolosaurus |
|  |             |
|  | Ziapelta    |
|  |             |

|  | Talarurus         |
|  |                   |
|  | Nodocephalosaurus |
|  |                   |

|  | Ankylosaurus   |
|  |                |
|  | Anodontosaurus |
|  |                |

|  | Scolosaurus |
|  |             |
|  | Ziapelta    |
|  |             |

|  | Ankylosaurus   |
|  |                |
|  | Anodontosaurus |
|  |                |

|  | Scolosaurus |
|  |             |
|  | Ziapelta    |
|  |             |

|  | Talarurus         |
|  |                   |
|  | Nodocephalosaurus |
|  |                   |

|  | Ankylosaurus   |
|  |                |
|  | Anodontosaurus |
|  |                |

|  | Scolosaurus |
|  |             |
|  | Ziapelta    |
|  |             |

|  | Ankylosaurus   |
|  |                |
|  | Anodontosaurus |
|  |                |

|  | Scolosaurus |
|  |             |
|  | Ziapelta    |
|  |             |

|  | Saichania                                              |
|  |                                                        |
|  | \| \| Tarchia \| \| \| \| \| \| Zaraapelta \| \| \| \| |
|  |                                                        |
|  | Tarchia                                                |
|  |                                                        |
|  | Zaraapelta                                             |
|  |                                                        |

|  | Tarchia    |
|  |            |
|  | Zaraapelta |
|  |            |

|  | Talarurus         |
|  |                   |
|  | Nodocephalosaurus |
|  |                   |

|  | Ankylosaurus   |
|  |                |
|  | Anodontosaurus |
|  |                |

|  | Scolosaurus |
|  |             |
|  | Ziapelta    |
|  |             |

|  | Ankylosaurus   |
|  |                |
|  | Anodontosaurus |
|  |                |

|  | Scolosaurus |
|  |             |
|  | Ziapelta    |
|  |             |

|  | Talarurus         |
|  |                   |
|  | Nodocephalosaurus |
|  |                   |

|  | Ankylosaurus   |
|  |                |
|  | Anodontosaurus |
|  |                |

|  | Scolosaurus |
|  |             |
|  | Ziapelta    |
|  |             |

|  | Ankylosaurus   |
|  |                |
|  | Anodontosaurus |
|  |                |

|  | Scolosaurus |
|  |             |
|  | Ziapelta    |
|  |             |

|  | Talarurus         |
|  |                   |
|  | Nodocephalosaurus |
|  |                   |

|  | Ankylosaurus   |
|  |                |
|  | Anodontosaurus |
|  |                |

|  | Scolosaurus |
|  |             |
|  | Ziapelta    |
|  |             |

|  | Ankylosaurus   |
|  |                |
|  | Anodontosaurus |
|  |                |

|  | Scolosaurus |
|  |             |
|  | Ziapelta    |
|  |             |

|  | Talarurus         |
|  |                   |
|  | Nodocephalosaurus |
|  |                   |

|  | Ankylosaurus   |
|  |                |
|  | Anodontosaurus |
|  |                |

|  | Scolosaurus |
|  |             |
|  | Ziapelta    |
|  |             |

|  | Ankylosaurus   |
|  |                |
|  | Anodontosaurus |
|  |                |

|  | Scolosaurus |
|  |             |
|  | Ziapelta    |
|  |             |

|  | Saichania                                              |
|  |                                                        |
|  | \| \| Tarchia \| \| \| \| \| \| Zaraapelta \| \| \| \| |
|  |                                                        |
|  | Tarchia                                                |
|  |                                                        |
|  | Zaraapelta                                             |
|  |                                                        |

|  | Tarchia    |
|  |            |
|  | Zaraapelta |
|  |            |

|  | Talarurus         |
|  |                   |
|  | Nodocephalosaurus |
|  |                   |

|  | Ankylosaurus   |
|  |                |
|  | Anodontosaurus |
|  |                |

|  | Scolosaurus |
|  |             |
|  | Ziapelta    |
|  |             |

|  | Ankylosaurus   |
|  |                |
|  | Anodontosaurus |
|  |                |

|  | Scolosaurus |
|  |             |
|  | Ziapelta    |
|  |             |

|  | Talarurus         |
|  |                   |
|  | Nodocephalosaurus |
|  |                   |

|  | Ankylosaurus   |
|  |                |
|  | Anodontosaurus |
|  |                |

|  | Scolosaurus |
|  |             |
|  | Ziapelta    |
|  |             |

|  | Ankylosaurus   |
|  |                |
|  | Anodontosaurus |
|  |                |

|  | Scolosaurus |
|  |             |
|  | Ziapelta    |
|  |             |

|  | Talarurus         |
|  |                   |
|  | Nodocephalosaurus |
|  |                   |

|  | Ankylosaurus   |
|  |                |
|  | Anodontosaurus |
|  |                |

|  | Scolosaurus |
|  |             |
|  | Ziapelta    |
|  |             |

|  | Ankylosaurus   |
|  |                |
|  | Anodontosaurus |
|  |                |

|  | Scolosaurus |
|  |             |
|  | Ziapelta    |
|  |             |

|  | Talarurus         |
|  |                   |
|  | Nodocephalosaurus |
|  |                   |

|  | Ankylosaurus   |
|  |                |
|  | Anodontosaurus |
|  |                |

|  | Scolosaurus |
|  |             |
|  | Ziapelta    |
|  |             |

|  | Ankylosaurus   |
|  |                |
|  | Anodontosaurus |
|  |                |

|  | Scolosaurus |
|  |             |
|  | Ziapelta    |
|  |             |

## Storia della scoperta
Il Dyoplosaurus fu nominato da William Parks nel 1924, basandosi sull'olotipo ROM 784, uno scheletro parziale che include parti del cranio e della mandibola. L'olotipo è stato raccolto a 10 metri dal fondo della Formazione Dinosaur Park, vicino a quello che ora è il fiume Red Deer, in Alberta, Canada.

## Paleobiologia
Il Dyoplosaurus, probabilmente, vagava per le antiche pianure boschive dell'Alberta, cercando cibo costituito da fogliame, che strappava con il suo largo becco. La pesante corazza e la mazza caudale dovevano essere un notevole deterrente contro i predatori, come i tirannosauridi Albertosaurus e Daspletosaurus. Viste le ridotte dimensioni della sua mazza caudale, è probabile che l'animale facesse quasi totalmente affidamento alla sua corazza per proteggersi, oppure viaggiava in piccoli gruppi per proteggersi meglio.